# Lecane cornuta
Lecane cornuta is een soort in de taxonomische indeling van de raderdieren (Rotifera). 
Het dier behoort tot het geslacht Lecane en behoort tot de familie Lecanidae. De wetenschappelijke naam van de soort werd voor het eerst geldig gepubliceerd in 1786 door Müller.